# Possession (2009)
Possession is een Amerikaanse thriller uit 2009. De film is een remake van de Zuid-Koreaanse film Addicted uit 2002, werd geregisseerd door Joel Bergvall en heeft  Sarah Michelle Gellar en Lee Pace in de hoofdrollen. Possession werd grotendeels opgenomen in het Canadese Vancouver en speelt zich af in San Francisco. Door financiële perikelen bij de productiemaatschappij YARI werd de releasedatum verschillende keren uitgesteld. Daardoor kwam de film in de VS ook niet in de bioscoopzalen, maar kwam meteen op dvd en blu-ray uit.

## Verhaal
De advocate Jess en beeldhouwer Ryan zijn het perfecte koppel. Alleen stoort Jess zich aan Ryans broer gewelddadige broer Roman, die na een kort verblijf in de cel bij hen inwoont. Door stom toeval rijden Ryan en Roman op een dag op elkaar in op de door dichte mist omgeven Golden Gate Bridge. Hierop raken beiden in coma. Ze worden naast elkaar in een ziekenhuiskamer gelegd.
Een paar weken later ontwaakt Roman uit zijn coma en trekt opnieuw bij Jess in. Tot afgrijzen van Jess beweert hij echter Ryan te zijn en blijft toenadering zoeken. Als na maanden blijkt dat hij zelfs intieme details over Jess leven met Ryan kent, gelooft ze hem. Ze zetten "hun" huwelijk voort, waarop Jess zelfs zwanger raakt. Als Romans voormalige vriendin dit ontdekt, vertrekt ze kwaad om vervolgens spoorloos te verdwijnen.
Op een dag vindt Jess de restanten van een halsketting die ze van Ryan had gekregen en verborgen in een fotokader. Ze krijgt argwaan en ontdekt dan dat het kistje waarin ze Ryans liefdesbrieven bewaart geforceerd werd. In die brieven staan alle intieme details waarmee Roman haar deed geloven dat hij Ryan was. Als ze hem ermee confronteert wordt hij opnieuw zijn gewelddadige zelve en slaat haar. Hij zegt dat ze bij elkaar horen en dat Ryan tussen hen was gekomen. Het blijkt ook dat hij Casey vermoordde zodat ze hem niet voor de voeten zou lopen. Uiteindelijk slaagt ze erin hem neer te steken en hij sterft. Terzelfder tijd krijgt Ryan in het ziekenhuis een hartaanval, maar hij komt erdoorheen. Ten slotte zit ze bij hem en belooft op hem te zullen wachten.

### Alternatief einde
De dvd bevat een alternatief einde van dertig minuten dat aanleunt bij het Zuid-Koreaanse origineel: Jess en Roman besluiten de machines die Ryan in leven houden uit te zetten waarop hij overlijdt. Casey werd ook niet vermoord, maar verhuisde gewoon. Als Jess ontdekt hoe de vork aan de steel zit, besluit ze het gewoon te negeren en haar leven met Roman voort te zetten alsof hij werkelijk Ryan is.

## Rolverdeling
| Acteur                | Personage         | Opmerkingen        |
| --------------------- | ----------------- | ------------------ |
| Sarah Michelle Gellar | Jess              | Protagoniste       |
| Lee Pace              | Roman             | Ryans broer        |
| Michael Landes        | Ryan              | Jess' man          |
| Tuva Novotny          | Casey             | Romans ex-vriendin |
| Chelah Horsdal        | Miranda           |                    |
| Dhirendra             | Dr. Rajan         |                    |
| Paul Jarrett          | Psychiater        |                    |
| William B. Davis      | Dr. Creane        |                    |
| Veena Sood            | Dr. Katz          |                    |
| Peter Bryant          | Rechercheur Mills |                    |